# Dorothee Diehl
Dorothee Diehl (* 1968) ist eine deutsche Politikerin (CDU).
Diehl wurde im Januar 2001 zur Bürgermeisterin der Stadt Maintal gewählt und löste damit ihren Parteikollegen Erhard Rohrbach ab, der nicht mehr für eine weitere Amtszeit kandidiert hatte.
Nachdem Vorwürfe laut geworden waren, Diehl habe ihren Dienstwagen unzulässig privat genutzt und überdurchschnittlich viel Geld für Dienstessen und Geschenke ausgegeben, wurde Ende 2002 ein Abwahlverfahren gegen sie eingeleitet. Bei der im Mai 2003 stattfindenden Abstimmung wurde sie, bei einer Wahlbeteiligung von 40,3 %, mit 93,9 % der Stimmen abgewählt. Bis zur Wahl eines neuen Bürgermeisters übernahm der Erste Stadtrat Erik Schächer (CDU) kommissarisch Diehls Aufgaben.
Das folgende Ermittlungsverfahren wegen Betrugs und Untreue wurde Anfang Januar 2004 gegen Zahlung einer Geldauflage in Höhe von 3500 Euro eingestellt.